# بمب‌گذاری در بازار هزارگنجی کویته
بمب‌گذاری در بازار هزارگنجی کویته یک حمله تروریستی به مردم هزاره و شیعه بود که در صبح روز جمعه ۲۳ حمل/فروردین ۱۳۹۸ در بازار هزارگنجی کویته در شهر خروت آباد بلوچستان وقوع پیوست. در اثر این انفجار دستکم ۲۰ تن کشته و ۴۸ تن دیگر زخمی شدند.

## جزئیات
در اثر انفجار یک بمب کار گذاشته شده در یک مغازه یا یک کامیون  حمل در تاریخ ۲۳ فروردین ۱۳۹۸ در بازار میوه فروشی هزارگنجی کویته پاکستان دستکم ۲۰ تن کشته و ۴۸ تن دیگر زخمی شدند.

### دستگیری عوامل
اداره مبارزه با تروریسم بلوچستان اعلام کرد که عامل اصلی، پشتیبانی کننده و دخیل در این حمله دستگیر شده‌است. سخنگوی این اداره همچنین اعلام کرد که عامل اصلی این حمله تروریستی، شخصی به نام غلام فاروق از عوامل مرتبط با داعش چون نعمت‌الله و ممتاز پهلوان در پاکستان بوده‌است. هویت تیم چهار نفره این حمله تروریستی کشف و از خانه تیمی آنان، وسایل نظامی و امکانات مختلفی کشف و ضبط شده‌است.

## مسئولیت
داعش مسئولیت این حمله را بر عهده گرفته‌است.